# Dějiny Brazílie

Státní znak Brazilské federativní republiky

Vývoj administrativního členění Brazílie

Dějiny Brazílie počínají příchodem prvních obyvatel asi 10 000 let př. n. l. Evropané dorazili do Brazílie na počátku 16. století. První Evropan, který kolonizoval dnešní území Brazilské federativní republiky na jihoamerickém kontinentu byl Pedro Álvares Cabral (1467–1520) dne 22. dubna 1500 pod záštitou Portugalského království. Od 16. do počátku 19. století byla Brazílie kolonií a součástí portugalské říše. Původní území kolonie tvořilo 15 kapitanátů založených na pobřeží severovýchodního Atlantiku východně od hranice stanovené Tordesillaskou smlouvou z roku 1494 (přibližně 46. poledník západní délky), která oddělovala portugalské domény na východě od španělských na západě. Během následujících dob se území Brazílie rozšiřovalo na jih podél pobřeží a západně podél řeky Amazonky a dalších vnitrozemských řek. Hranice země se ustálily až na počátku 20. století.
Za napoleonských válek roku 1807 uprchl do Brazílie portugalský dvůr v čele s králem Janem VI., který zde vládl 13 let. V roce 1815 byla zrušena kolonie a vyhlášeno Spojené království Portugalska, Brazílie a Algarve. Dne 7. září 1822 došlo k vyhlášení nezávislosti na Portugalsku a ustanovení Brazilského císařství. Vojenský převrat v roce 1889 dal vzniknout první Brazilské republice. Po vzoru USA byla roku 1891 přijata ústava a vyhlášeny Spojené státy brazilské. Brazílie prošla dvěma obdobími diktatur: první během Vargasovy éry (1930–1934 a 1937–1945) a druhé během vlády vojenské junty (1964–1985).

## Předkoloniální období

### Domorodé osídlení
V době příchodu portugalských průzkumníků do Brazílie zde žily stovky různých odnoží kmenů Jiquabu, z nichž nejstarší se objevily před 10 000 lety na vysočinách Minas Gerais. Datování příchodu prvních obyvatel, které Portugalci nazývali "Indiáni" (índios), je stále předmětem sporů mezi archeology. Vůbec nejstarší keramika nalezená na západní polokouli byla vykopána v amazonské oblasti Brazílie poblíž města Santarém. Její stáří určila radiokarbonová metoda na 8000 let. Nález tak poskytl důkaz, vyvracející předpoklad, že oblast tropického lesa poskytovala příliš málo zdrojů na to, aby zde vznikla komplexní prehistorická kultura. Podle v současnosti nejuznávanějšího názoru antropologů, lingvistů a genetiků byly rané brazilské kmeny součástí první vlny migrujících lovců, kteří přišli do Ameriky z Asie. A to buď po zemi, přes Beringovu úžinu, nebo námořní cestou podél Pacifického pobřeží, případně kombinací obojího.
Andy a další pohoří na severu Jižní Ameriky ustanovily poměrně ostrou kulturní hranici mezi usedlými zemědělskými civilizacemi západního pobřeží a polokočovnými kmeny na východě, které nikdy nevytvořily písemné záznamy ani trvalé monumentální stavby. Z tohoto důvodu je toho o historii Brazílie před rokem 1500 známo velmi málo. Archeologické nálezy (především keramika) naznačují složité vzorce kulturního vývoje jednotlivých oblastí, vnitřní migrace a příležitostných kvazistátních federací.
V době příchodu Evropanů žilo na území dnešní Brazílie asi 2000 kmenů. Domorodé obyvatelstvo tradičně tvořily převážně polokočovné kmeny, které se živily lovem, rybolovem, sběrem a migračním zemědělstvím. Když v roce 1500 dorazili Portugalci, žili domorodci hlavně na pobřeží a podél větších řek.
Kmenové války, kanibalismus a zájem o těžbu sapanu, poskytujícího ceněné červené barvivo, přesvědčily Portugalce o potřebnosti christianizace domorodců. Avšak Portugalci, stejně jako Španělé na svých jihoamerických državách, s sebou nevědomky přinášeli nemoci, proti nimž domorodci neměli imunitu. Spalničky, neštovice, tuberkulóza, kapavka a chřipka zabily desítky tisíc domorodých obyvatel. Nemoci se rychle šířily po domorodých obchodních cestách a pravděpodobně celé kmeny byly vyhlazeny, aniž by se dostaly do přímého kontaktu s Evropany.

### Kultura Marajoara

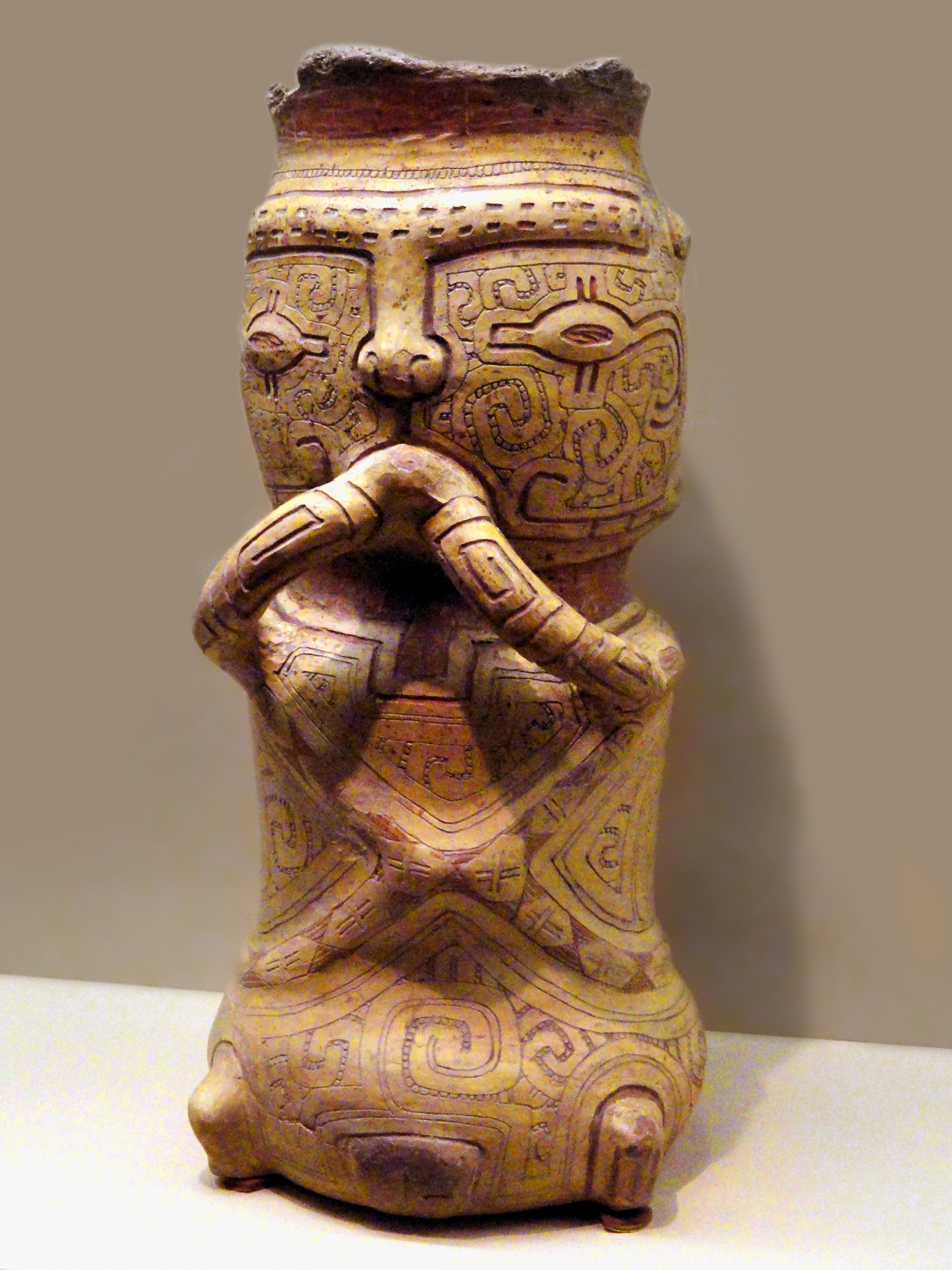
Pohřební urna kultury Marajoara, přibližně 1000–1250 n. l., Americké přírodovědné muzeum

Kultura Marajoara se rozvinula na ostrově Marajó u ústí řeky Amazonky. Ve vykopávkách na ostrově byla objevena sofistikovaná keramika. Nalezené předměty jsou velké a zdobené složitou malbou a řezbou zobrazující rostliny a živočichy. Tyto nálezy poskytly první důkaz, že na Marajó existovala složitěji organizovaná společnost. Doklady mohylových staveb dále naznačují, že se na tomto ostrově vyvinula lidnatá, komplexní a sofistikovaná sídla, neboť se předpokládá, že pouze takováto sídliště dokázala uskutečnit rozsáhlé projekty, jako jsou velké zemní práce.
Nicméně rozsah Marajoarské kultury, její stupeň rozvoje a hospodaření s přírodními zdroji zůstávají předmětem pochybností. Americká badatelka Betty Meggersová ve svých raných výzkumných pracích z padesátých let 20. století došla k závěru, že lidé kultury Marajoara migrovali z oblasti And a usadili se na tomto ostrově. Mnoho vědců zastávalo názor, že Andy byly osídleny paleoindiánskými migranty ze Severní Ameriky, původně lovci, kteří se postupně přesunuli na jih.
V 80. letech 20. století další americká archeoložka Anna Curtenius Rooseveltová vedla vykopávky a geofyzikální průzkumy mohyly Teso dos Bichos. Došla k závěru, že společnost, která mohyly stavěla, vznikla přímo na samotném ostrově.
Předkolumbovská kultura Marajó pravděpodobně vyvinula sociální stratifikaci. Její populace dosahovala možná až 100 000 lidí. Domorodci amazonského deštného pralesa pravděpodobně ovládali kultivaci půdy do formy Terra preta, která umožňovala velkoplošné zemědělství potřebné k existenci rozsáhlého obyvatelstva a složitých společenských a vládních struktur, jako je náčelnictví.

## Raná Brazílie

### Portugalská kolonizace

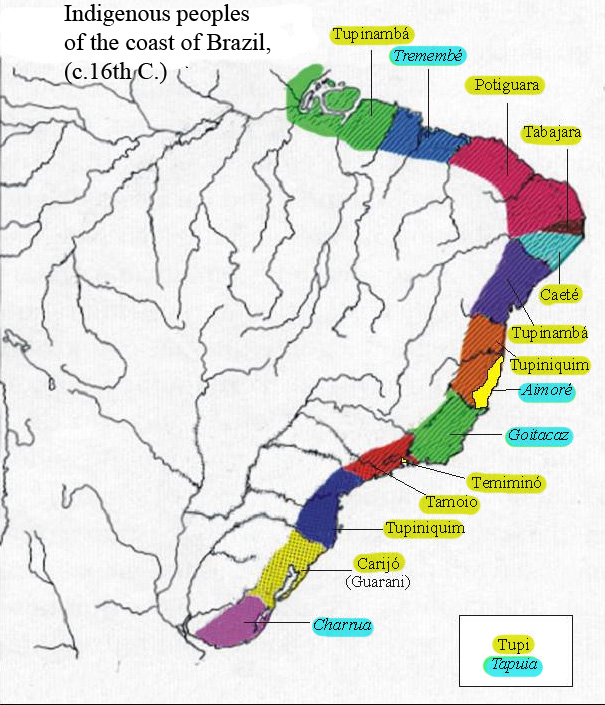
Mapa zobrazující rozložení domorodých kmenů na pobřeží Brazílie v 16. století.

O tom, kdo jako první Evropan vstoupil na půdu dnešní Brazílie existuje řada teorií. Kromě široce přijímaného názoru o prvenství Pedra Cabrala se objevují i teorie podle nichž Brazílii objevil Duarte Pacheco Pereira mezi listopadem a prosincem 1498. Další verze připisují první kontakt Vicentu Yáñezovi Pinzónovi, španělskému mořeplavci, který doprovázel Kolumba na jeho první objevitelské cestě do Ameriky, a který údajně dorazil do oblasti dnešního státu Pernambuco dne 26. ledna 1500, ale nemohl území nárokovat pro Španělskou korunu kvůli smlouvě z Tordesillas. Příjezdem portugalské flotily pod velením Pedra Álvarese Cabrala v dubnu roku 1500 se Brazílie stala portugalskou doménou. Portugalci se setkali s domorodci používajícími kamenné nástroje a rozdělenými do několika kmenů, z nichž mnozí sdíleli stejnou jazykovou rodinu Tupi-Guarani a vedli mezi sebou boje. Po příchodu Evropanů se stal hlavním vývozním artiklem druh stromu, obchodníky a kolonisty nazývaný pau-Brasil (z latiny odvozený název, znamenající dřevo červené jako uhlíky), od nějž pochází název země. Jedná se o velký strom sapan ježatý (Caesalpinia echinata) jehož kmen poskytuje ceněné červené barvivo a který byl téměř vymýcen v důsledku nadměrné exploatace.
Až do roku 1529 věnovalo Portugalsko Brazílii velmi malou pozornost, především kvůli vysoce lukrativnímu obchodu s Indií, Čínou a Východní Indií. Tohoto nezájmu využívali cizí obchodníci, piráti a korzáři k ilegální těžbě cenného sapanu v portugalských državách. Portugalská koruna se proto pokusila vytvořit systém umožňující efektivní správu Brazílie bez nutnosti státních výdajů. Prostřednictvím systému dědičných kapitanátů (capitanías hereditarias nebo též capitanías donatárias) byla Brazílie rozdělena na pásy území, poskytnutých portugalským šlechticům, kteří na oplátku měli zajišťovat okupaci a správu země, s přímou zodpovědností vůči králi. Tento systém celkově selhal, povedlo se úspěšně obsadit pouze čtyři kapitanáty: Pernambuco, São Vicente (později São Paulo), Ilhéus a Porto Seguro. Kapitanáty se postupně vrátily Koruně a staly se provinciemi a nakonec státy Brazílie.
V roce 1549 bylo hlavním městem všech kapitanátů kolonie Brazílie vyhlášeno město São Salvador da Bahía de Todos os Santos (dnešní Salvador) a zřízen úřad generálního guvernéra (vicekrále).

### Domorodé vzpoury

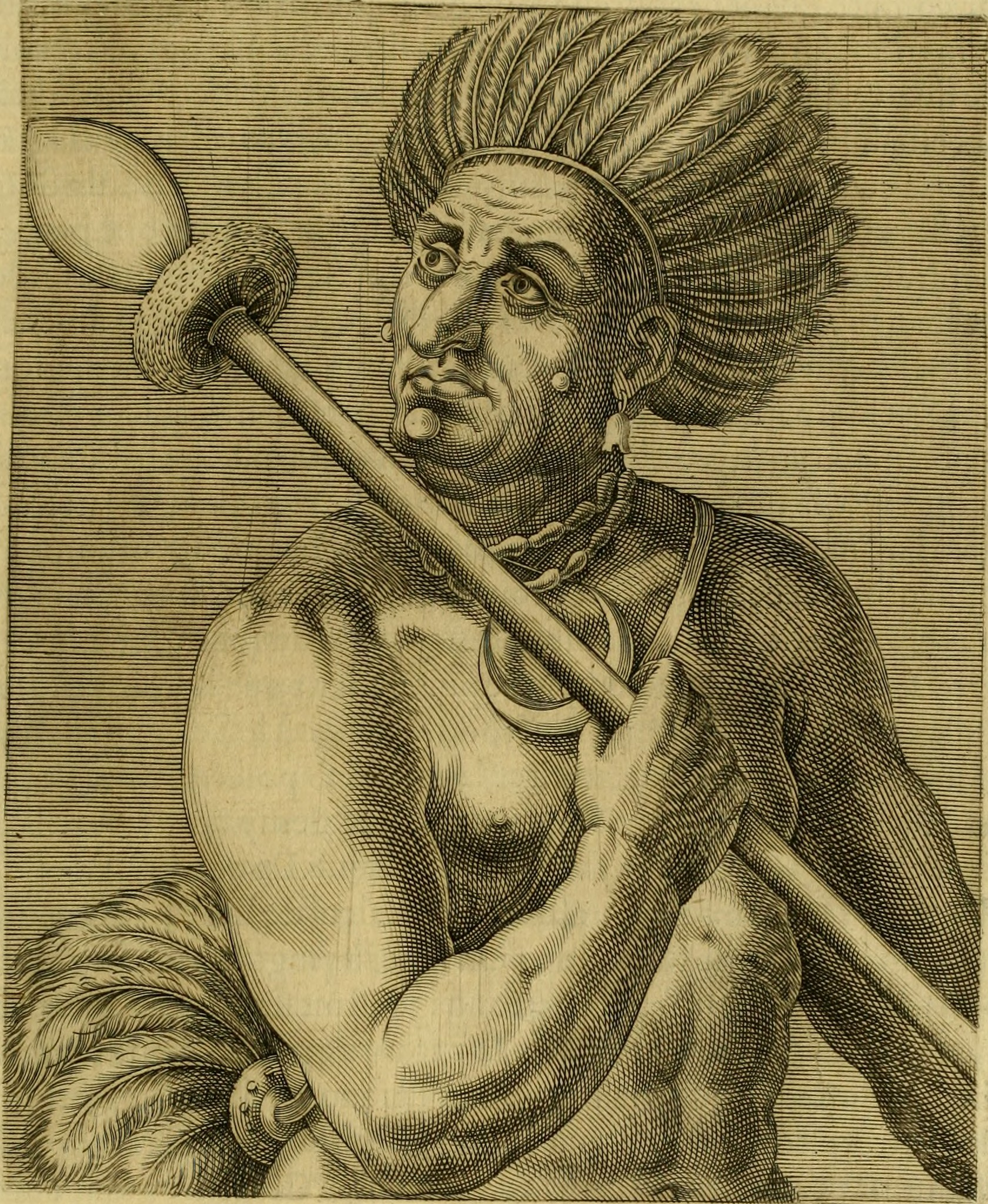
Cunhambebe (Quonambec) na rytině z roku 1584

Konfederace Tamoyo (portugalsky Confederação dos Tamoios), trvající během let 1554 do 1567, byla vojenskou aliancí domorodých náčelníků kmenů sídlících na pobřeží od dnešního Santos až k Riu de Janeiru. Vznik této poměrně neobvyklé aliance mezi jednotlivými kmeny byl reakcí na zotročování a rozsáhlé masakry a ničení, kterým Tupinambové trpěli od raných portugalských objevitelů a kolonizátorů Brazílie. Tamuya znamená v jazyce Tupi „stařešina“ nebo „dědeček“. Náčelníci kmenů zvolili jednoho z nich, Cunhambebea, jako vůdce konfederace. Ten společně s náčelníky Pindobuçú, Koakira, Araraí a Aimberê vyhlásil Portugalcům válku.

### Věk cukru
Během šestnáctého století se základem brazilské ekonomiky a společnosti stalo plantážní pěstování cukrové třtiny a export cukru do Evropy. Rozsáhlé plantáže zvané engenhos se rozkládaly podél severovýchodního pobřeží (brazilské Nordeste) a pracovali na nich otroci. Zprvu se osadníci pokoušeli pro práci na plantážích zotročit domorodce. Portugalsko bylo průkopníkem plantážního systému, zavedeného na atlantických ostrovech Madeira a São Tomé, který vyžadoval nucenou práci a vysoké kapitálové investice do vybavení, otroků a pracovních zvířat. Extenzivní pěstování třtiny pro cukr určený na vývoz vyžadovalo rozsáhlé plochy půdy, která musela být získána pokud možno bez většího odporu domorodého obyvatelstva. V roce 1570 produkce cukru v Brazílii konkurovala produkci atlantických ostrovů a kolem roku 1600 již byla Brazílie největším producentem cukru na světě.

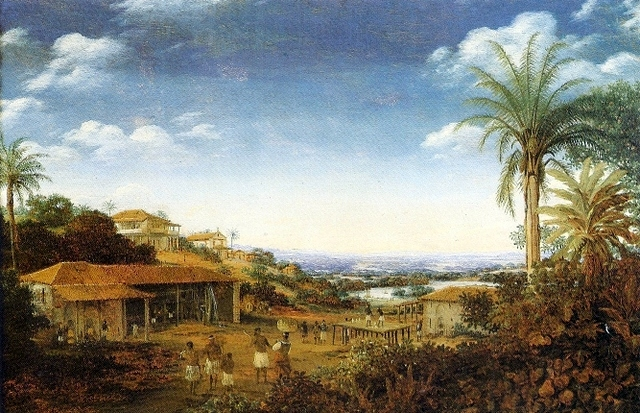
Engenho v Pernambucu, malba ze 17. století (Frans Post)

Počáteční průzkumy brazilského vnitrozemí převážně prováděli polovojenští dobrodruhové, bandeirantes, kteří pronikali do džungle kvůli hledání zlata a domorodých otroků. Kolonisté však nedokázali trvale zotročovat domorodce a portugalští plantážníci místo toho začali brzy dovážet miliony otroků z Afriky. Míra úmrtnosti otroků na třtinových plantážích a při těžbě zlata byla vysoká. Kvůli nedostatku žen a nevhodným životním podmínkám se nedokázala jejich populace přirozeně obnovovat. Přesto se Afričané stali podstatnou částí brazilského obyvatelstva a dávno před zrušením otroctví (1888) se začali mísit s evropskou brazilskou populací. Afričtí otroci po příjezdu do Brazílie byli sice nuceně křtěni, v jádru však zůstali u svých tradičních afrických náboženství. Z tohoto základu se vyvinuly současné afrobrazilské synkretické kulty umbanda a candomblé.
Během prvních 150 let koloniálního období se další evropské mocnosti, zlákané obrovskými přírodními zdroji a nevyužitou zemí, pokoušely zřídit kolonie v několika částech brazilského území, ignorujíce papežskou bulu Inter caetera a smlouvu z Tordesillas, která rozdělila Nový svět mezi Portugalsko a Španělsko. Francouzští kolonisté vytvořili nedlouho trvající sídla v oblasti dnešního Rio de Janeira v letech 1555 až 1567 (takzvaná Antarktická Francie, France Antarctique) a v dnešním São Luís během let 1612 až 1614 (tzv. France Équinoxiale). Do Brazílie přišli brzy také Jezuité, kteří založili São Paulo a křtili tamější domorodce. Tito domorodí spojenci jezuitů pak Portugalcům pomáhali vyhnat Francouze. Francouzskou kolonii France Antarctique zničil v letech 1565–1567 třetí brazilský generální guvernér Mem de Sá. Spolu se svým synovcem Estáciem de Sá poté v březnu 1567 založil osadu Rio de Janeiro.
Větším zdrojem potíží pro Portugalsko se stal vpád Nizozemců, který měl delší trvání (tzv. Nizozemská Brazílie). Jeho počátkem byly drancující nájezdy nizozemských korzárů na pobřeží: v roce 1604 vyplenili provincii Bahía a dokonce krátkodobě obsadili hlavní město Salvador. Během let 1630 až 1654 se již Nizozemci na severozápadě natrvalo uchytili a ovládali dlouhý úsek pobřeží, aniž by však pronikli do vnitrozemí. Zabrali také rozsáhlé oblasti plantáží cukrové třtiny. Ale kolonisté Nizozemské Západoindické společnosti v Brazílii byli neustále ve stavu obležení, a to navzdory přítomnosti guvernéra Jana Mořice Nasavsko-Siegenského, sídlícího ve městě Recife. Po několika letech otevřené války se Nizozemci do roku 1654 z Brazílie stáhli. Tyto nezdařené pokusy zanechaly jen málo z francouzského a nizozemského kulturního a etnického vlivu.

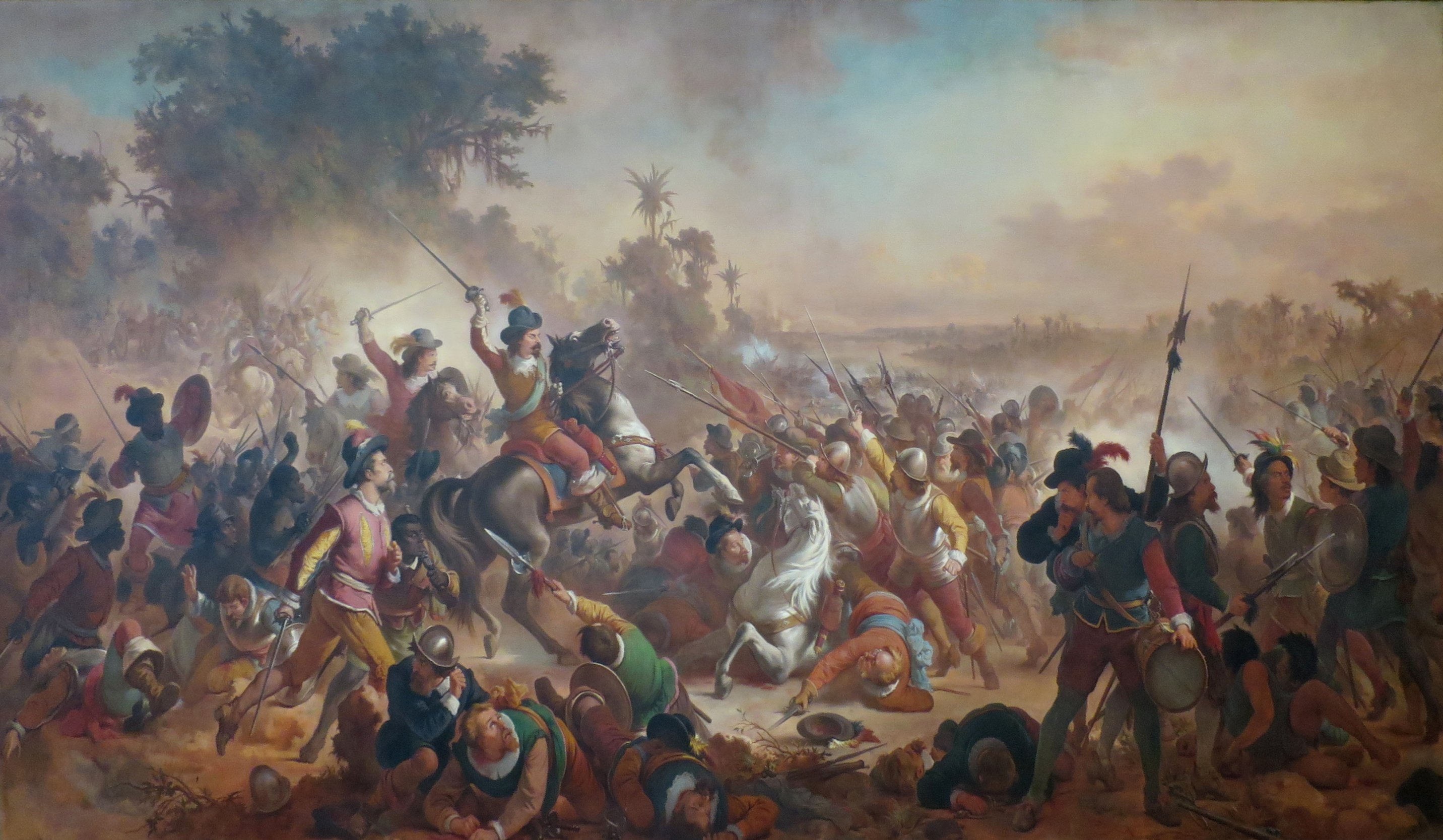
Portugalské vítězství v bitvě u Guararapes v únoru 1649 ukončilo přítomnost Nizozemců v Brazílii

Spojené síly portugalských Brazilců a jejich domorodých a afrobrazilských spojenců sice nakonec Nizozemce z Brazílie vypudily, ti však spolu s Angličany a Francouzi uplatnili brazilský model plantážní produkce cukru na svých državách v Karibiku. Nárůst produkce a zvýšená konkurence zapříčinily pokles cen cukru a brazilský podíl na trhu klesl. Zotavování Brazílie z nizozemského vpádu bylo pomalé, protože následkem bojů třtinové plantáže značně utrpěly. V provincii Bahia se pěstoval tabák určený pro africký exportní trh, přičemž tabák máčený v melase (vedlejším produktu výroby cukru) byl směňován za africké otroky. Osídlení a hospodářství Brazílie bylo koncentrováno na jejím dlouhém pobřeží. Nizozemská invaze podtrhla zranitelnost Brazílie vůči cizím vpádům. Portugalská koruna reagovala budováním pobřežních pevností a vytvořením námořních hlídkových sil na ochranu kolonie.

### Vzpoury otroků
Vzpoury otroků byly časté až do zrušení otroctví roku 1888. Nejznámější z povstání vedl Zumbi dos Palmares. Stát, který založil, nazvaný Quilombo dos Palmares, byl samostatnou republikou maronů, uprchlých z portugalských osad v Brazílii a byl „oblastí o velikosti snad Portugalska ve vnitrozemí Pernambuca“. Na svém vrcholu mělo Palmares více než 30 000 obyvatel.

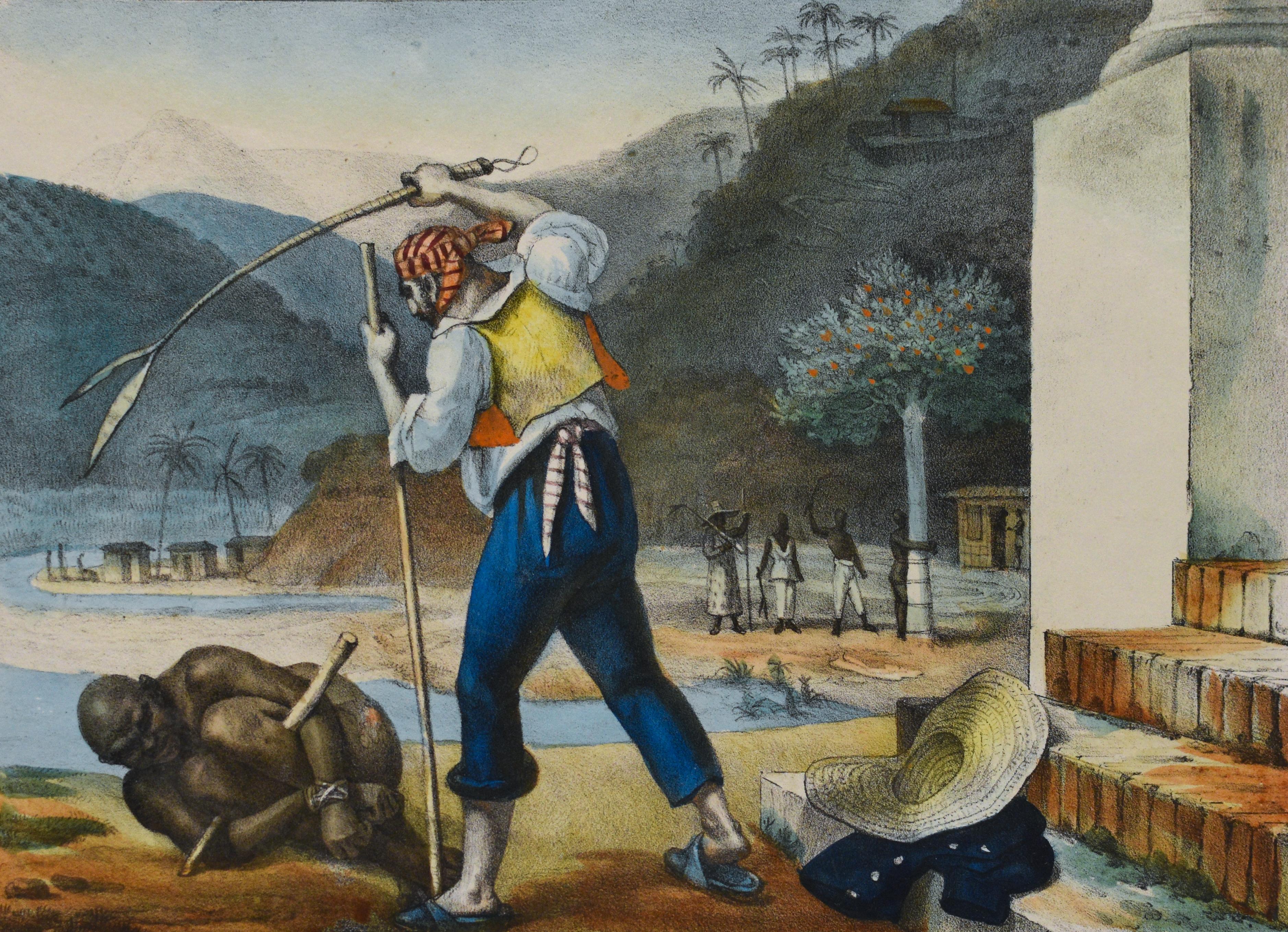
Trestání otroka na plantáži, první polovina 19. století.

Na obranu proti opakovaným útokům portugalské koloniální moci používali bojovníci Palmares capoeiru, formu bojového umění vyvinutou v Brazílii africkými otroky v 16. století.
Afričan známý pouze jako Zumbi se narodil roku 1655 v Palmares jako svobodný, ale ve věku přibližně 6 let ho chytili Portugalci a předali misionáři, páteru Antôniovi Melovi. Byl pokřtěn jako Francisco a dostal náboženské vzdělání, naučil se portugalštině a latině a pomáhal s každodenními mšemi. Přes snahy o „zcivilizování“ Zumbi v roce 1670 uprchl a ve věku 15 let se vrátil do svého rodiště. Zumbi se proslavil svou fyzickou zdatností a vychytralostí v boji a nedlouho po svém dvacátém roce již byl uznávaným vojenským stratégem.
V roce 1678 se Pedro Almeida, guvernér kapitanátu Pernambuco, unavený z dlouhodobého konfliktu s Palmares, obrátil na jeho vůdce Ganga Zumbu s nabídkou míru. Almeida nabídl svobodu všem uprchlým otrokům, pokud se Palmares podřídí portugalským úřadům, Tento návrh se Gangu Zumbovi zamlouval. Ale Zumbi Portugalcům nedůvěřoval. Kromě toho odmítl přijmout svobodu pouze pro obyvatele Palmares, zatímco jiní Afričané měli zůstat zotročeni. Odmítl Almeidinovy návrhy a zpochybnil vedení Ganga Zumby. Se slibem pokračovat v odporu vůči portugalskému útlaku se Zumbi stal novým vůdcem Palmares.
Patnáct let poté, co Zumbi převzal vedení Palmares, portugalští vojenští velitelé Domingos Jorge Velho a Vieira de Melo provedli na quilombo útok podporovaný dělostřelectvem. Dne 6. února 1694, po 67 letech neustálých bojů s cafuzos (marony) z Palmares, se Portugalcům podařilo zničit Cerca do Macaco, hlavní sídlo republiky. Bojovníci Palmares nebyli pro portugalské dělostřelectvo žádným soupeřem; republika padla a Zumbi byl zraněn. Ačkoli přežil a podařilo se mu před Portugalci uniknout, byl zrazen, a téměř dva roky později, 20. listopadu 1695, chycen a na místě sťat. Portugalci převezli Zumbiho hlavu do Recife, kde ji vystavili na hlavním náměstí (praça), aby vyvrátili legendu o Zumbiho nesmrtelnosti, populární mezi africkými otroky. Byl to také varování pro ostatní kteří by se ho pokoušeli napodobit. Pozůstatky starých quilombů přežívaly v oblasti ještě dalších sto let.

### Zlatá a diamantová horečka

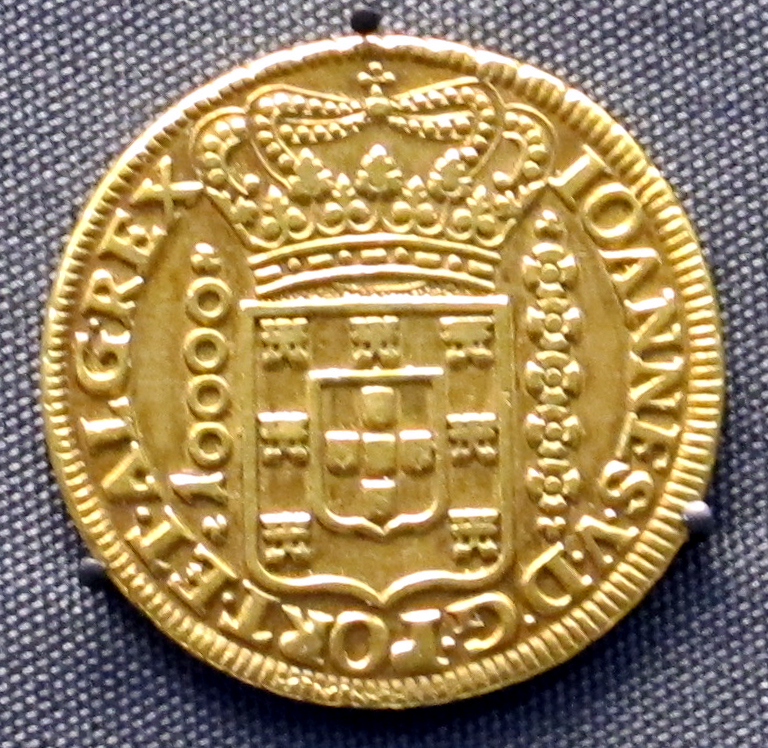
Portugalská koloniální zlatá mince, ražená v Minas Gerais.

Objev zlata na počátku osmnáctého století vzbudil v Portugalsku velké nadšení, protože jeho ekonomika byla po letech válek proti Španělsku a Nizozemsku v troskách. Brzy vypukla zlatá horečka a během první poloviny 18. století do oblasti nálezu zlata proudili lidé z ostatních částí kolonie a domácího Portugalska. Rozsáhlá oblast brazilského vnitrozemí, kde se zlato dobývalo, dostala označení Minas Gerais (Centrální nebo Hlavní doly). Těžba zlata v této oblasti se stala hlavní ekonomickou aktivitou koloniální Brazílie osmnáctého století. V Portugalsku se zlato používalo hlavně k platbě za průmyslové zboží (textilie, zbraně) dovážené ze zahraničí (především z Anglie) a také, zejména za panování krále Jana V., na financování monumentálních barokních staveb, jako byl klášter Mafra.
Jako pracovní síla ve zlatých dolech se využívali otroci. Objev zlata v oblasti způsobil velký příliv evropských přistěhovalců. Aby vláda dostala těžbu pod svou kontrolu, nechala přivézt úředníky z Portugalska. Vzniklo množství různých úřadů, často s konfliktními povinnostmi a jurisdikcemi. Kontrola tohoto vysoce lukrativního odvětví se obecně ukázala být mimo schopnosti a možnosti vládních úřadů. Po vyhlášení Brazilské nezávislosti zde začali vyvíjet rozsáhlou ekonomickou aktivitu Britové, kteří přinesli moderní techniky řízení a technické know-how. V roce 1830 otevřela Brity ovládaná důlní společnost Saint John d'El Rey Mining Company největší zlatý důl v Latinské Americe. Nacházel se v oblasti Nova Lima a produkoval rudu celých 125 let.
Ve 20. letech 18. století došlo k objevu ložisek diamantů kolem vesnice Tijuco, nedaleko Vila do Príncipe. Následovala diamantová horečka a drahokamy zaplavily evropský trh. Portugalská koruna zasáhla, aby dostala těžbu v Diamantině pod kontrolu. Došlo k vytvoření systému poskytování těžebních práv. Ten však byl v roce 1771 zrušen a koruna si ponechala monopol na těžbu.
Dolování stimulovalo regionální hospodářský růst v jižní Brazílii, a to nejen díky samotné těžbě zlata a diamantů, ale také posílením produkce potravin pro místní spotřebu. Ještě důležitější byl nárůst obchodu a rozvoj obchodních komunit v přístavních městech. Oficiálně Portugalci ovládali obchod s Brazílií, která nesměla vytvářet výrobní kapacity na zboží již vyráběné v Portugalsku. V praxi však Portugalsko sloužilo jako entrepôt, tedy pouhý prostředník pro zboží dovážené z jiných zemí, které bylo poté vyvezeno do Brazílie. Přímý obchod s cizími státy byl zakázán, ale před nizozemským vpádem byla velká část brazilského vývozu přepravována na nizozemských lodích. Po Americké revoluci se v brazilských přístavech začaly běžně objevovat americké lodě. Když v roce 1808 uprchl před Napoleonem portugalský královský dvůr do Brazílie, jedním z prvních aktů monarchy bylo otevření brazilských přístavů cizím lodím.

## Období království
Cesta k nezávislosti Brazílie začala přesunem celého portugalského královského dvora z Lisabonu do Rio de Janeira. Portugalský regent Dom João během napoleonských válek politicky lavíroval mezi dvěma mocnostmi, Francií a Velkou Británií. Tato politika však selhala a regent musel v listopadu 1807 opustit se svým dvorem a státní pokladnou Portugalsko a uprchnout před Napoleonovými vojsky do Brazílie, za (ne zcela nezištné) pomoci britského námořnictva. Královská rodina a s ní celý dvůr čítající na 15 000 lidí se po krátké zastávce v Bahia usadil v březnu 1808 v Riu de Janeiru, což znamenalo značný nárůst obyvatelstva města i celé země. Především se však status Brazílie změnil ze závislé kolonie na rovnocennou součást mateřské země.
Regent nechal brazilské přístavy otevřít pro spřátelené země, z čehož těžili především Britové, kteří také získali celní koncese. Došlo k zakládání podniků, vysokých škol, bank, bylo povoleno vydávání novin a knih. Rakouská princezna Leopoldina, provdaná za Janova syna Petra, s sebou přivedla učence a umělce, kteří významně přispěli ke vzestupu duchovního života země.

## Nástup Getúlia Vargase v roce 1930

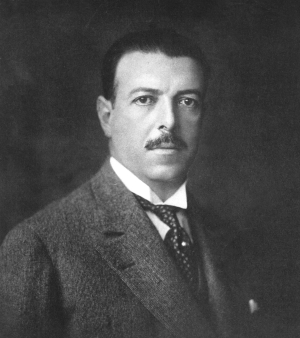
Júlio Prestes

Brazílie před hospodářskou krizí na své poměry relativně prosperovala, ačkoliv občasně propukala povstání chudých rolníků, která vláda vojenskou silou potlačovala. Příchod Velké hospodářská krize v roce 1929 se ale na Brazílii silně podepsal. Exporty, jejichž velkou část tvořila káva, poklesly na třetinu. Stejně tak poklesla průmyslová produkce. Na březen 1930 byly vypsány federální a prezidentské volby. Vyhrál kandidát konzervativního uskupení ze Sao Paula Júlio Prestes, který měl podporu statkářů a oligarchie ze Sao Paula.
Opozicí byla Liberální aliance v čele s Getúliem Vargasem, který zastupoval podnikatele a střední vrstvu. Vargas sliboval parcelaci velkostatků a znárodnění některých velkých zahraničních podniků. Poté, co Vargas a jeho strana prohlásili volby za zfalšované, vypukly nepokoje. Nižší příslušníci armády a někteří nejvyšší důstojníci podpořili Vargase. Vláda padla a moci se chopila vojenská junta, kterou Vargas donutil, aby mu předala moc. Vargas následně rozpustil federální parlament a soustředil ve své vládě zákonodárnou i výkonnou moc. Zakročil proti levici v armádě a odborech. Zrušil cla mezi brazilskými státy a zvýšil cla na dovoz zboží. Důležitost roku 1930 v Brazilské historii je dána tím, že příchodem Vargase byla ukončena střídající se vláda dvou stran brazilské "kávové oligarchie".

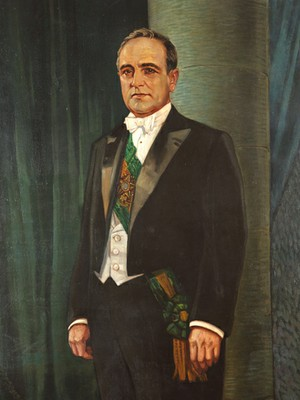
Getúlio Vargas

Hlavním zájmem těchto latifundistů bylo zachování stávajícího pořádku na venkově, kdy jejich rozsáhlé statky obhospodařovala masa nemajetných rolníků s minimálním příjmem. Latifundisté však ve své většině nejevili zájem o rozvoj průmyslu a podnikání. Na druhé straně Vargas zastupoval zájmy rodící se střední vrstvy a skupiny podnikatelů. Jeho nástup k moci tak v podstatě znamenal brazilskou buržoazní revoluci, která v Evropě proběhla o století dříve a díky které se Brazílie dostala na cestu rychlejšího kapitalistického rozvoje.

## Druhá republika 1930–1937
Jakmile se Getúlio Vargas ujal moci, zavedl spoustu ekonomických a politických reforem. V hospodářství se měla urychlit industrializace, posílit střední třída a znárodnit některé sektory (např. doly).
Reformy však narazily na odpor konzervativních oligarchů, a tak Vargas zavedl tzv. Organický zákon (Lei Orgánica), čímž zrušil ústavu z roku 1891, rozpustil federální parlament, zákonné rady států a podobné instituce. Veškerá moc byla soustředěna v rukou vlády. Tím pádem mohl začít proces vyvlastňování půdy oligarchů a přerozdělení mezi chudinu. Byla také zavedena 8hodinová pracovní doba, omezení vlivu katolicismu na školách nebo volební právo pro ženy.
Na mezinárodním poli Vargas usiloval o sblížení se SSSR, Spojenými státy i Velkou Británií.
Velká hospodářská krize však provádění těchto reforem znemožňovala. O brazilský export, který tvořil zejména kávu, kakao, bavlnu a maso, nebyl zájem. V roce 1931 bylo nezaměstnaných 2 miliony. Krize postihla všechny společenské vrstvy a obyvatelstvo se začalo radikalizovat. Bylo pořádáno stále více demonstrací, dokonce ani armáda nebyla jednotná. V roce 1932 z této situace opozice usoudila, že je čas převzít vládu.
Pokus o revoluci započal v Sao Paolu v červenci 1932. Cílem bylo svrhnout federální vládu a nastolit ústavní režim. I přes značnou podporu se nakonec ke státu Sao Paolo nikdo nepřidal. Síla Sao Paola byla 8,5 tisíce mužů proti provládní přesile 20 tisíc mužů. I přes federální přesilu trvaly boje až do 1. října a stát Sao Paolo rezignoval. Dopady války byly dvojí. Na jedné straně Vargas okamžitě provedl čistky v armádě, na straně druhé si uvědom, že opozice je silná a musí ji více respektovat.
Během roku 1933 se země mírně demokratizovala. Důvodem bylo povstání ze Sao Paola. Byla vyhlášena nová ústava, která v podstatě nenabourala republikánské rysy z roku 1891. Hospodářský a sociální řád budovala podle Výmarské republiky. Rok bude významný i tím, že Vargas začne zavádět korporativistické rysy z Evropy. V roce 1934 byl nepřímo parlamentem zvolen opět Vargas, ale s tím, že v roce 1938 budou uspořádány přímé a demokratické prezidentské volby.
V brazilském vnitrozemí však zůstávala bída, k němuž se přidalo sucho. Stále existoval systém cambão (polonevolnický systém, kdy několik dní v týdnu rolník za pronájem robotoval pro statkáře). Díky hospodářské krizi se situace začala vyostřovat. Demonstrace nebyly jen levicové, ale i fašistické.V roce 1935 levicové síly představily veřejnosti tzv. Národně osvobozenecký svaz (ANL). Svaz požadoval levicové reformy jako zemědělskou reformu, znárodnit cizí společnosti, neplatit zahraniční dluhy a zaručit svobody. Nicméně stále více v ANL posilovalo komunistické křídlo.
V červenci 1935 komunisté připravují povstání. To bylo započalo z 23. do 24. listopadu 1935 v Recife. 27. listopadu revoluce propukla i v Rio de Jaineru. Nicméně vláda rychle zakročila. Přišla nevídaná vlna perzekucí komunistů (například byli zatknuti všichni poslanci ANL) a až do července 1937 vyhlášen válečný stav. Vargas mezitím stále více posiloval nacionalistické nálady. Blížily se slibované prezidentské volby, ale Vargas nechtěl přijít o místo. Měl štěstí, brzy se o pokus o převrat pokusil fašista O. M. Filho. Aféra se okamžitě zmedializovala a byl vyhlášen výjimečný stav. Vargas tak vzal moc do svých rukou.